# 欧州宇宙機関
欧州宇宙機関（おうしゅううちゅうきかん、仏: Agence spatiale européenne, ASE、英: European Space Agency, ESA）は、1975年5月30日にヨーロッパ各国が共同で設立した、宇宙開発・研究機関である。設立参加国は当初10か国、現在は23か国が参加し、2000人を超えるスタッフがいる。
本部はフランスに置かれ、その活動でもフランス国立宇宙センター (CNES) が重要な役割を果たし、ドイツ・イタリアがそれに次ぐ地位を占める。主な射場としてフランス領ギアナのギアナ宇宙センターを用いている。
人工衛星打上げロケットのアリアンシリーズを開発し、アリアンスペース社（商用打上げを実施）を通じて世界の民間衛星打ち上げ実績を述ばしている。2010年には契約残数ベースで過去に宇宙開発などで存在感を放ったソビエト連邦の後継国のロシア、スペースシャトル、デルタ、アトラスといった有力な打ち上げ手段を持つアメリカに匹敵するシェアを占めるにおよび、2014年には受注数ベースで60%のシェアを占めるにいたった。
ESA は欧州連合 (EU) と密接な協力関係を有しているが、欧州連合の専門機関ではない。加盟各国の主権を制限する超国家機関ではなく、加盟国の裁量が大きい政府間機構として形成された。リスボン条約によって修正された欧州連合の機能に関する条約の第189条第3項では、「欧州連合は欧州宇宙機関とのあいだにあらゆる適切な関係を築く」と規定されている。

## 歴史
西欧諸国では、当初は個々の国、特にイギリスやフランスで独自に宇宙開発を行っていたが、それでは米ソの熾烈な競争から生まれる成果に対抗できないため、欧州共同の開発計画が組織された。まず1964年に欧州ロケット開発機構 (European Launcher Development Organization; ELDO) を設立し、打上ロケット（ヨーロッパ1およびヨーロッパ2）の開発を進めるが、難航した。また、欧州宇宙研究機構 (European Space Research Organization; ESRO) では、打上はアメリカに依頼することで、探査機や人工衛星の研究開発を行っていた。しかし、より効果的な宇宙開発計画の実現を目指して、1975年、欧州各国は ESA を設立するとともに、新しい打上ロケットとしてアリアンの開発を推進し、1979年にアリアン1ロケット初の打上に成功、以後アリアンスペースを設立して打上ビジネスに参入し、アリアン2、アリアン3、アリアン4、アリアン5を開発した。
また、人工衛星による地球観測や、惑星など太陽系内の天体観測のための探査機の研究開発にも力を入れ、アメリカ航空宇宙局 (NASA) との共同研究も行っている。
ESA は有人宇宙船を有しておらず、有人宇宙飛行を行なっていない。1970年代よりスペースシャトルのような再利用打上機を検討し、1987年からはエルメスを計画した。1995年就役を目指し、エルメス打上げにも利用できるアリアン5も開発した。しかし、冷戦の終結や開発費用の問題により、エルメスはキャンセルされた。2000年代には CSTS による輸送も検討されたが、これも中止されている。国際宇宙ステーションへの有人宇宙飛行にはスペースシャトルやソユーズを利用して参加している。
主力のアリアンを補完する中・小型衛星用の打上げシステムとして、低軌道用のヴェガの開発も行い2012年から運用を開始した。

## 加盟国
| 国             | 地位       | 年月日     |
| -------------- | ---------- | ---------- |
| オーストリア   | 加盟国     | 1986/12/30 |
| ベルギー       | 加盟国     | 1978/10/03 |
| チェコ         | 加盟国     | 2008/11/12 |
| デンマーク     | 加盟国     | 1977/09/15 |
| エストニア     | 加盟国     | 2015/02/04 |
| フィンランド   | 加盟国     | 1995/01/01 |
| フランス       | 加盟国     | 1980/10/30 |
| ドイツ         | 加盟国     | 1977/07/26 |
| ギリシャ       | 加盟国     | 2005/03/09 |
| ハンガリー     | 加盟国     | 2015/02/24 |
| アイルランド   | 加盟国     | 1980/12/10 |
| イタリア       | 加盟国     | 1978/02/20 |
| ルクセンブルク | 加盟国     | 2005/06/30 |
| オランダ       | 加盟国     | 1979/02/06 |
| ノルウェー     | 加盟国     | 1986/12/30 |
| ポーランド     | 加盟国     | 2012/11/19 |
| ポルトガル     | 加盟国     | 2000/11/14 |
| ルーマニア     | 加盟国     | 2011/12/22 |
| スロベニア     | 加盟国     | 2025/01/01 |
| スペイン       | 加盟国     | 1979/02/07 |
| スウェーデン   | 加盟国     | 1976/04/06 |
| スイス         | 加盟国     | 1976/11/19 |
| イギリス       | 加盟国     | 1978/03/28 |
| カナダ         | 特別協力国 | 1979/01/01 |
| ラトビア       | 準加盟国   | 2020/06/30 |
| リトアニア     | 準加盟国   | 2021/04/28 |
| スロバキア     | 準加盟国   | 2022/06/14 |

ESA加盟国
ESA準加盟国
協力国 (ECS)
協力協定に調印した国

正式な加盟国以外にラトビア、リトアニア、スロバキアが準加盟国として参加している。また、ブルガリア、クロアチア、キプロス、マルタは協力国(ECS: European Cooperating State)、かつ参加予定の協力国 (PECS: Plan for European Cooporating State) として加わっている。トルコ、ウクライナ、イスラエルは協力協定に調印している。またカナダは1979年から特別協力国の地位を持つ。カナダ宇宙庁は ESA の意思決定に参画している。

## 予算

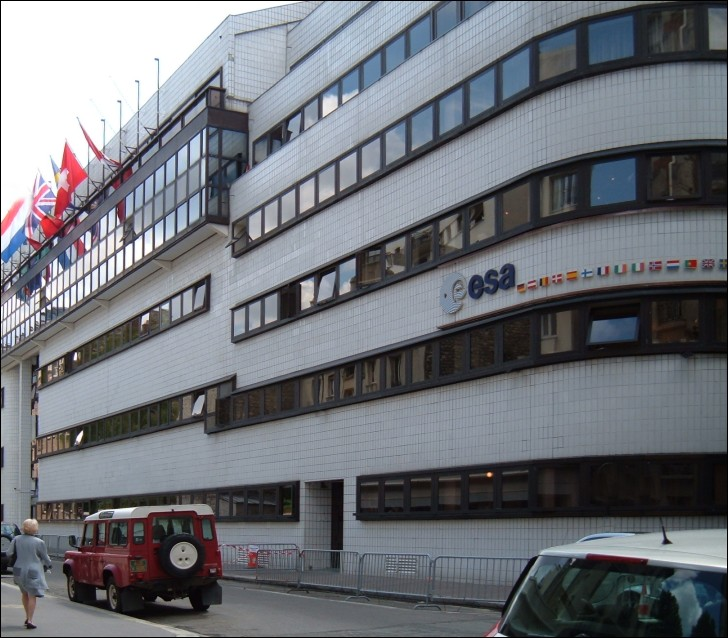
パリにある本部

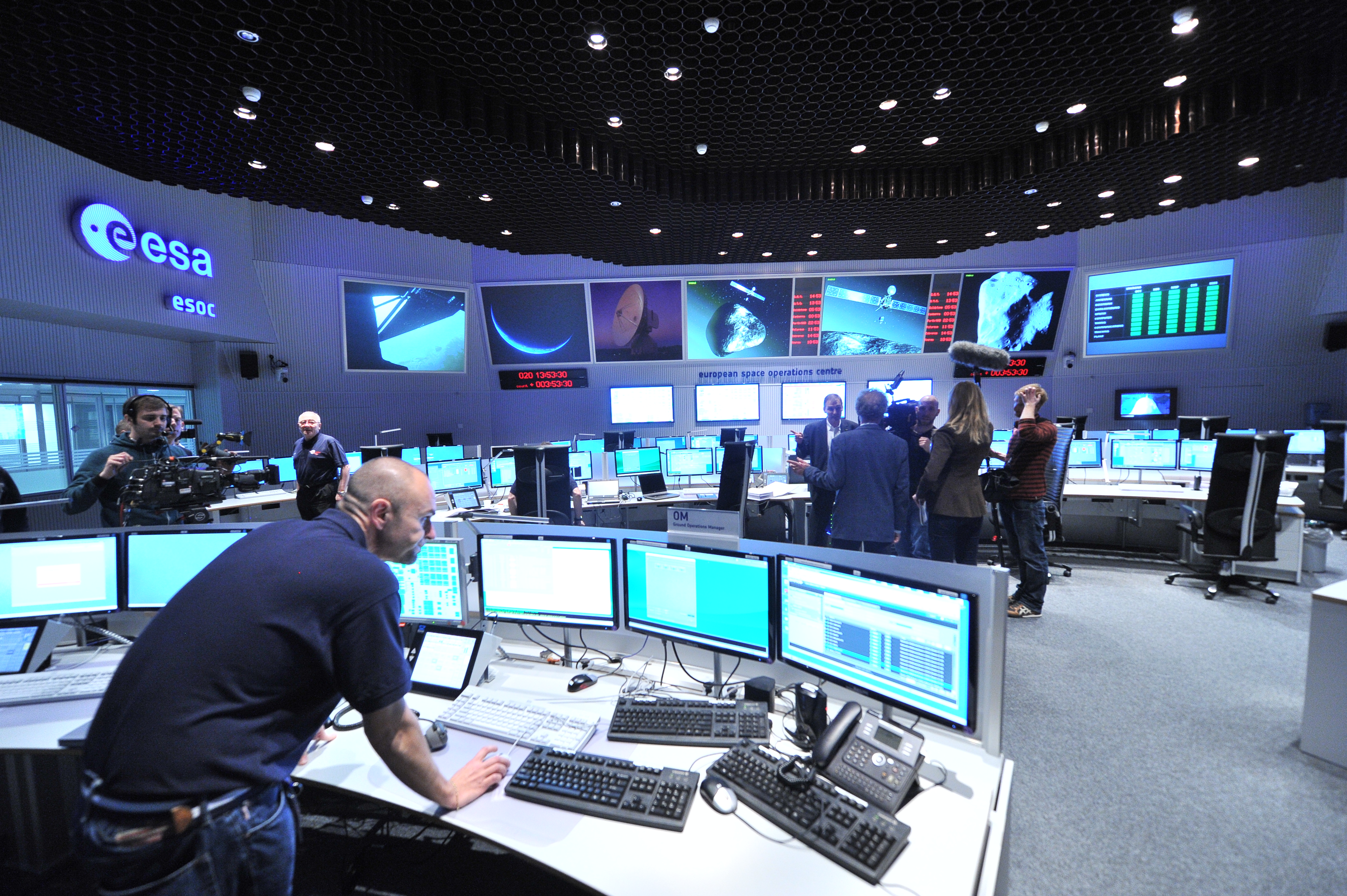
ダルムシュタットの管制室

ESA の予算は2005年度は29億7700万ユーロ、2006年は29億400万ユーロであった。ESA の予算の大部分はロケットの開発である（22%の予算がロケットにつぎ込まれており、有人飛行が次に多い）。2005年は負担額の大きい3か国が全体の3分の2を負担しており、その内訳はフランス (29.3%)、ドイツ (22.7%)、イタリア (14.2%) である。
予算は加盟国のGDP比に基づいて義務的に支出する予算と、加盟国が自らの意思で各プログラムへの参加・不参加を決め、拠出額を決める選択的予算の2本立てとなっている。加盟国が拠出した額に応じて、その加盟国に拠点を置く企業に契約を配分するという、「地理的均衡配分」(Fair return）の原則が貫かれている。義務的予算はESAの事務経費や設備維持、科学探査計画に充当され、選択的予算はロケットや衛星の開発に充当される。選択的予算の拠出額の大きい国が計画の主導権を握り、自国の負担した予算が自国の宇宙産業を発展する仕組みになっている。これまではこの方法が機能していたものの、打ち上げ費用の安価なロシアやインドの攻勢やスペースXの参入のように近年の競争の激化により、従来の方法では意思決定に時間を要し、各国の利害調整が必要なため、見直しの意見も出ている。
| 参加国         | 必須 Contr. | 選択 Contr. | 計 (単位:百万€.) | 計 (%) |
| -------------- | ----------- | ----------- | ---------------- | ------ |
| フランス       | 15.63%      | 31.55%      | 778.8            | 27.97% |
| ドイツ         | 23.41%      | 21.45%      | 614.8            | 22.08% |
| イタリア       | 12.88%      | 14.59%      | 397.9            | 14.29% |
| イギリス       | 16.93%      | 5.91%       | 239.3            | 8.59%  |
| ベルギー       | 2.83%       | 7.37%       | 167.4            | 6.34%  |
| スペイン       | 6.87%       | 5.76%       | 169.0            | 6.07%  |
| スイス         | 3.40%       | 3.49%       | 97.3             | 3.49%  |
| オランダ       | 4.43%       | 2.87%       | 90.9             | 3.26%  |
| スウェーデン   | 2.61%       | 2.11%       | 62.5             | 2.25%  |
| オーストリア   | 2.26%       | 0.87%       | 33.7             | 1.21%  |
| ノルウェー     | 1.70%       | 1.02%       | 33.2             | 1.19%  |
| デンマーク     | 1.82%       | 0.78%       | 28.8             | 1.03%  |
| フィンランド   | 1.37%       | 0.54%       | 20.7             | 0.74%  |
| アイルランド   | 0.95%       | 0.30%       | 12.8             | 0.46%  |
| ポルトガル     | 1.40%       | 0.21%       | 12.7             | 0.45%  |
| ギリシャ       | 1.50%       | 0.12%       | 12.5             | 0.43%  |
| ルクセンブルク | 0.21%       | 0.13%       | 4.2              | 0.15%  |

- ESA の予算のうち 5% はカナダなどの第三者・機関から拠出される。

## 宇宙計画

### 実施済
- スペースラブ - スペースシャトル搭載の宇宙実験室。1983年-1998年実施。日本の向井千秋も搭乗。
- ジオット - ハレー彗星探査機。1985年-1986年。
- ハッブル宇宙望遠鏡 - アメリカ航空宇宙局 (NASA) との共同開発。1990年-。ジェイムズ・ウェッブ宇宙望遠鏡が後継機として計画中。
- ユリシーズ - 太陽極軌道観測機。NASAとの共同開発で1990年打上げ。
- SOHO - 太陽・太陽圏観測衛星。NASA との共同開発。1995年-
- ホイヘンス - NASA の土星探査機カッシーニから土星の衛星タイタンに降下。1997年打上げ。2004年降下、探査成功。
- アルテミス - 通信技術試験衛星。2001年打上げ
- インテグラル - ガンマ線観測衛星。2002年打上げ。
- マーズ・エクスプレス 火星探査機。2003年初に打ち上げ、年末に火星に到着した。
- ロゼッタ - 彗星探査機。2004年打上げ。
- ビーナス・エクスプレス - 金星探査機。2005年打ち上げ。
- 国際宇宙ステーション - 実験棟コロンバスの提供。
- 国際宇宙ステーションへの無人宇宙補給機 - 欧州補給機の打上げ。
- COROT - 太陽系外惑星探査衛星。2006年12月27日打ち上げ、トランジット法による太陽系外惑星探査専門衛星。
- プランク衛星 - アメリカ航空宇宙局が打ち上げ観測に成功したWMAP衛星の後継観測衛星。アリアン5型の大きさを活用して、太陽-地球系のL2点に静止した大型衛星で観測的宇宙論観測を行う。
- ハーシェル宇宙望遠鏡 - 波長60から670µmの赤外線を観測、口径3.5m。2009年5月14日にプランク衛星と相乗りで打ち上げ。
- 国際宇宙ステーション - 実験棟コロンバス、観測用の窓モジュールキューポラ (ISS)の提供。欧州補給機(ATV)による補給のサポート。
- SWARM - 地球観測衛星。地球磁気圏データ収集を同型衛星3基の連携でおこなう。2013年打ち上げ。
- ベピコロンボ - 水星探査機。日本の宇宙航空研究開発機構との共同開発。ESA 側では、水星面の撮像を行う探査機の開発及び打ち上げロケットの確保・管制などを実施。日本時間2018年10月20日（土）10時45分28秒打ち上げ成功。7年後の2025年末に水星に到着する予定である。

### 計画中
- ガリレオ - 欧州版GPS。構築中、2019年までに完成予定。
- オーロラ計画 - 有人・無人太陽系探査計画。当初、2030年までの火星有人飛行が目的とされた。
- LISA - 重力波宇宙望遠鏡。2015年にテスト衛星LISA パスファインダーを打ち上げ、将来、本衛星を打ち上げて観測を行う計画。2009年現在、NASA と共同開発中。
- EJSM - 木星探査計画。NASAと共同。

### 計画中止
- エルメス - 再利用可能な有人宇宙往還機。欧州版スペースシャトルだったが、計画中止。
- EUSO計画 - 実験棟コロンバスに設置予定だった高エネルギー線観測用望遠鏡。ESA中心で日米と共同開発していたがESAは脱退、現在は日本中心の体制に改められ継続中。
- ダーウィン - 3機の宇宙望遠鏡を編隊飛行させて太陽系外惑星の観測を行う計画。2015年以降の打ち上げを予定していたが、開発を行わないことが決定された。

## セキュリティインシデント
1984年8月3日、ESAのパリ本部が爆弾によって深刻な被害を受け、6人が負傷した。爆弾は極左武装組織であるアクシオン・ディレクトによって仕掛けられた。
2015年12月14日、アノニマスのハッカーがESAのサブドメインに侵入し、数千のログイン情報を流出させた。